# Sērā fuku

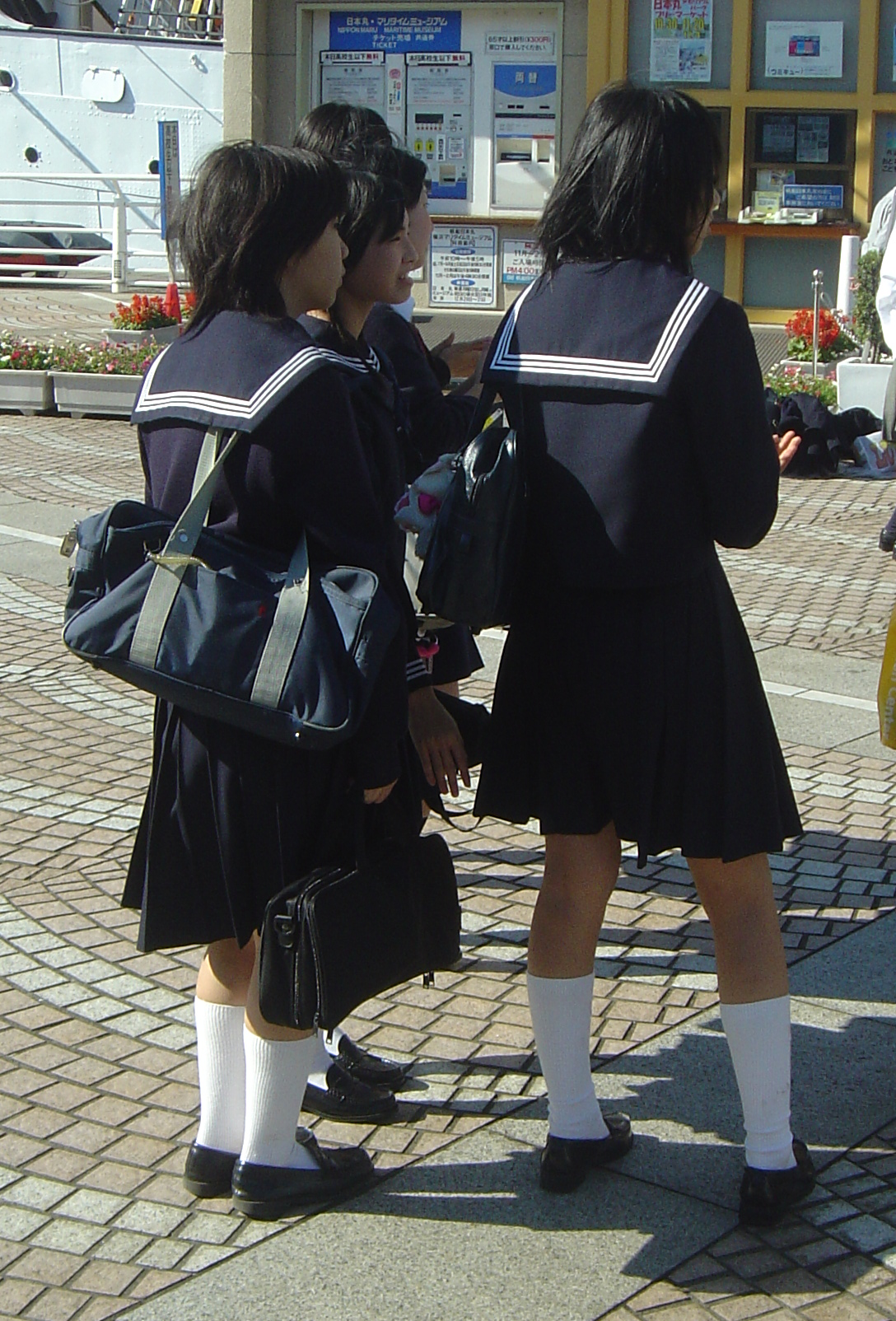
Estudiants japoneses de preparatòria portant el sērā fuku

L'uniforme de mariner o sērā fuku (en japonès セーラー服) és l'uniforme escolar japonès que acostumen a portar les noies que estudien als intituts de secundària i de preparatòria. El 1921 la directora del col·legi Jo Gakuen (福岡女学院) de Fukuoka, Elizabeth Lee, el va introduir com a uniforme escolar. Està basat en l'uniforme de la Marina Reial Britànica de l'època, quan ella mateixa havia tingut una experiència com a estudiant d'intercanvi al Regne Unit.

## Característiques
De la mateixa forma que l'uniforme masculí, el ''gakuran'', el sērā fuku té molta similitud amb diferents uniformes militars utilitzats a la marina. L'uniforme generalment consisteix en una brusa unida a un collar d'estil mariner (襟 eri) i una faldilla plisada. Hi ha variacions estacionals de l'uniforme per a l'estiu i per a l'hivern, en les quals s'ajusta la llargada de la màniga de la camisa i el tipus de tela. Normalment una cinta dona la volta al tors, unida a la brusa. La cinta es pot canviar per una corbata, una corbata texana o simplement arcs. Els colors més comuns són el blau marí, el blanc, el gris i el negre.
Les sabates, els mitjons, i altres accessoris, de vegades també formen part de l'uniforme. Els mitjons, si estan especificats per l'uniforme, normalment són de color blau marí o blanc, i les sabates són mocasins de tacó ample de color marró o negre. Encara que no formen part de l'uniforme prescrit, les noies que van més a la moda porten mitjons folgats amb el sērā fuku.

## Significat cultural
El sērā fuku té una característica de nostalgia per a les exestudiants, i sovint s'associa a la relativament despreocupada joventut. Les imitacions del sērā fuku són una disfressa popular per Halloween i altres festes, i es venen en grans magatzems i botigues de roba d'arreu del Japó.
Com que els uniformes escolars són elements propensos al fetitxisme, van proliferar establiments il·legals coneguts com a burusera on es venien sērā fuku de segona mà, tot i que alguns canvis en les lleis japoneses han posat traves a aquestes pràctiques.
L'uniforme, en general és vist per alguns joves com un símbol del conformisme, i com a tal ha estat modificat per estudiants rebels per tal d'exhibir la seva personalitat. Algunes de les variacions consisteixen a allargar o reduir la faldilla, arromangar-se les mànigues, treure's la cinta, ocultar pegats o xapes sota el collar, etc. En les dècades passades, algunes variants acolorides del sērā fuku van ser adoptades per bandes japoneses com la Bōsōzoku.
El sērā fuku, junt amb altres estils d'uniforme escolar, juga un gran paper en la cultura otaku i en el cànon sexual japonés, com evidencien el gran nombre de personatges de l'anime, el manga i el doujinshi que duen l'uniforme. Alguns exemples són:
- El popular anime Sailor Moon, on els personatges portaven elaborats uniformes sērā fuku quan es transformaven en super-heroïnes.
- "Sailor Fuku o Nugasanaide" va ser una cançó d'Onyanko Club molt popular als anys 80.
- La popular sèrie de televisió Sukeban Deka presentava noies delinqüents en uniforme.
- La protagonista femenina de la sèrie Inuyasha, Kagome Higurashi, quasi sempre apareixia amb l'uniforme de mariner.